# Юрлинський район
Юрлинський район (комі-перм. Юрла район, рос. Юрлинский район) — адміністративно-територіальна одиниця в складі Пермського краю Росії.
Адміністративний район знаходиться в межах Комі-Пермяцького округу.
Адміністративний центр району — село Юрла. 

## Географія
Розташований в центрі Комі-перм'яцького автономного округу і є частиною Пермського краю. Адміністративний центр району - село Юрла. Межує з Кочевським, Косинським, Кудимкарським районами Пермського краю і Кіровською областю. Клімат помірно континентальний. Більше 80% території займають ліси, де переважають ялицево-смерекові масиви з домішкою липи і підліском з дрібнолистих чагарників. Площа району - 3803,2 км².

## Історія
У минулому територія району була заселена предками сучасних комі-перм'яків, асимільованими через прийняття старообрядництва та завдяки транспортній артерії Юрлінському тракту який пересікає по всій довжині район, на що вказують дореволюційні етнографічні джерела, вказуючи що в російськомовного населення теперішнього району, сильний комі пермяцький обрядовий субстрат а документальні джерела XVIII століття вказують тільки на комі. 
З кінця XVII століття почало розповсюджуватись старообрядництво через нечисельних місіонерів і ця повторна християнізація та присутність тракту призвела до мовної асиміляції.
.[уточнити] [неякісне джерело]
Район утворений 7 січня 1924 році на базі Юрлинської, Юмської і Усть-Зулинської (частково) волостей Чердинского повіту Пермської губернії. 26 лютого 1925 року включений до складу Комі-Перм'яцького національного округу, а в жовтні 1938 року район увійшов до складу Пермської області.

## Населення
Населення - 8416 осіб (2019 рік). 
Національний склад
Росіяни - 95,8%, комі-пермяки - 3%, решта - представники інших національностей.

## Економіка
Основним видом діяльності більшості підприємств району є лісозаготівля та деревообробка. Лісозаготівлями займаються 8 малих підприємств та 10 індивідуальних підприємців. Переробка деревини здійснюється на 38 пилорамах.
Сільське господарство спеціалізується на виробництві м'яса, вирощування зернових культур.